# رنگینک شبق
رنگینک شبق (نام علمی: Xenopipo unicolor) نام یک گونه از سرده رنگینک‌های عجیب است.